# Carone di Magnesia
Carone di Magnesia (fl. III secolo a.C.) è stato un ingegnere greco antico del III sec. a. C. circa a cui Bitone – altro ingegnere greco – attribuisce la costruzione di una catapulta.
In particolare il suo strumento di artiglieria, era costituito da un arco composito il cui tendine, arrestandosi al limite del montante, scagliava la pietra verso il bersaglio.